# Radio Classique

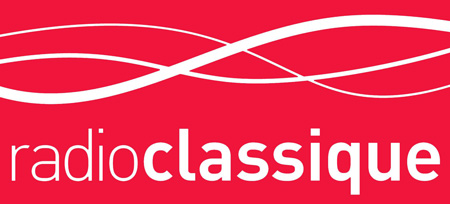
Logo von Radio Classique

Radio Classique ist ein kommerzieller französischer Radiosender. Das Programm besteht in erster Linie aus klassischer Musik. Des Weiteren werden Nachrichten ausgestrahlt, wobei der Schwerpunkt auf der Wirtschaftsberichterstattung liegt. Der Sender orientiert sich in seiner Zielgruppenpolitik mithin eher an der Oberschicht. Das Programm wird landesweit auf insgesamt 85 verschiedenen UKW-Frequenzen ausgestrahlt. Der Sender gehört wirtschaftlich zur Gruppe Les Echos, die die gleichnamige Wirtschaftstageszeitung publiziert und ihrerseits dem an der Pariser Aktienbörse gehandelten Luxuskonzern LVMH zugehörig ist.

## Verortung auf dem französischen Hörfunkmarkt
Gegründet wurde Radio Classique im Jahre 1982, als die Regierung unter François Mitterrand das Rundfunkmonopol von Radio France durchbrach. Damals entstand eine Vielzahl von landesweiten und regionalen Rundfunkstationen, und die bis dahin ausschließlich auf Langwelle aus dem Ausland sendenden und bis heute führenden Privatsender Europe 1, RMC und RTL erhielten UKW-Frequenzen. Ein Großteil der Verantwortlichen für das neue Radio Classique war vor der Liberalisierung bei France Musique von Radio France tätig. Die beiden Sender teilen sich das an klassischer Musik interessierte Publikum bis heute als Duopol; lediglich im Elsass existiert mit Radio Accent 4 ein dritter, regionaler Sender mit einem Schwerpunkt auf klassischer Musik.

## Programm
Wie auch der deutsche kommerzielle Sender Klassik Radio bemüht sich Radio Classique in seinem Musikprogramm, ein breiteres Publikum zu erreichen als die öffentlich-rechtliche Konkurrenz, die  ohne Rücksicht auf Einschaltquoten höheren künstlerischen Ansprüchen gerecht werden kann. Neben Filmmusik werden vor allem populäre klassische Stücke gespielt, die auch von Hörern ohne musikalische Vorbildung gern gehört werden.
Das Musikprogramm wird unterbrochen von Kurznachrichten und knappen Zwischenbeiträgen mit einem Schwerpunkt auf Wirtschaft und Politik, wobei man sich um eine Abgrenzung zu Themen des Boulevardjournalismus bemüht. Dazu kommen Beiträge zu Fragen des modernen, gehobenen Lebensstils, zu Konsumangeboten und Optionen für die individuelle Lebensgestaltung.

## Markterfolg
Radio Classique konnte Ende 2010 eine Einschaltquote von 2,1 Prozent verbuchen. Im traditionell hörfunkaffinen Frankreich bedeutet dieser Marktanteil eine Hörerzahl von ca. 1,1 Millionen.